# Bruce Trigger
Bruce Trigger, all'anagrafe Bruce Graham Trigger (Preston, 18 giugno 1937 – Montréal, 1º dicembre 2006), è stato un archeologo canadese.
Celebre autorità nel suo campo, deve la sua fama allo scritto Storia del pensiero archeologico (1989).

## Biografia
Trigger si laurea all'università di Toronto in antropologia e successivamente si trasferisce a Yale dove ottiene un dottorato di ricerca. Le sue ricerche lo hanno portato in Sudan e in Egitto, in particolare nella regione della Nubia.
È stato docente di archeologia ed etnostoria alla Università McGill di Montréal, in Canada.

## Opere
- (EN) History and Settlement in Lower Nubia, New Haven, Yale University Publications in Anthropology, 1965.
- (EN) The Late Nubian Settlement at Arminna West, New Haven: Publications of the Pennsylvania-Yale Expedition to Egypt, 1965.
- (EN) Beyond History: The Methods of Prehistory, New York, Holt, Rinehart and Winston, 1968.
- (EN) The Huron: Farmers of the North, New York, Holt, Rinehart and Winston, 1969.
- (EN) The Impact of Europeans on Huronia, Toronto, The Copp Clark Publishing Company, 1969.
- (EN) The Meroitic Funerary Inscriptions from Arminna West, New Haven, Publications of the Pennsylvania-Yale Expedition to Egypt, 1970.
- (EN)  Con J.F. Pendergast, Cartier's Hochelaga and the Dawson Site, Montréal, McGill-Queen's University Press, 1972.
- (EN) The Children of Aataentsic: A History of the Huron People to 1660, Montréal, McGill-Queen's University Press, 1976.
- (EN) Nubia Under the Pharaohs, Londra, Thames and Hudson, 1976.
- (EN) Time and Traditions: Essays in Archaeological Interpretation, Edimburgo, Edinburgh University Press, 1978.
- (EN) Handbook of North American Indians, Vol. 15, Stati Uniti d'America nord-orientali, Smithsonian Institution, 1978.
- (EN) Time and Traditions: Essays in Archaeological Interpretation, Edimburgo, Edinburgh University Press, 1978.
- (EN) Gordon Childe: Revolutions in Archaeology, Londra, Thames and Hudson, 1980.
- (EN)  In collaborazione con B.J. Kemp, D. O'Connor, e A.B. Lloyd, Ancient Egypt: A Social History, Cambridge, Cambridge University Press, 1983.
- (EN) Natives and Newcomers: Canada's "Heroic Age" Revisited, Montréal, McGill-Queen's University Press, 1985.
- (EN) A History of Archaeological Thought, Cambridge, Cambridge University Press, 1989.
- (EN) Early Civilizations: Ancient Egypt in Context, New York, Columbia, 1993.
- (EN) The Cambridge History of the Native Peoples of the Americas [vol. I], New York, Cambridge University Press, 1996.
- (EN) Sociocultural Evolution: Calculation and Contingency, Oxford, Blackwell, 1998.
- (EN) Artifacts and Ideas: Essays in Archaeology, Nuovo Brunswick, Transaction Publishers, 2003.
- (EN) Understanding Early Civilizations: A Comparative Study, New York, Cambridge University Press, 2003.
- (EN) A History of Archaeological Thought. 2nd ed. Cambridge, Cambridge University Press, 2006.